# DB 5504
De spoorlijn DB 5504 van DB Netz loopt tussen München en Innsbruck. Voor meer informatie zie de artikelen over de deeltrajecten:
- München - Garmisch-Partenkirchen
- Garmisch-Partenkirchen - Innsbruck